# 26401 Соботіште
26401 Соботіште (26401 Sobotište) — астероїд головного поясу, відкритий 19 листопада 1999 року.
Тіссеранів параметр щодо Юпітера — 3,568.
Названо на честь муніципального округу Соботіште у Словаччині.